# Nosorožec tuponosý severní
Nosorožec tuponosý severní (Ceratotherium simum cottoni) je jeden ze dvou poddruhů nosorožce tuponosého. Žil na pastvinách a savanách. Poslední jedinci ve volné přírodě žili v národním parku Garamba v Demokratické republice Kongo. Od 19. března 2018 už zbývají na světě poslední dva jedinci, samice Najin a Fatu žijící v keňské rezervaci Ol Pejeta. Obě dvě jsou majetkem královédvorské zoo.
V roce 2010 vyšla studie, na které se podílel i Jan Robovský z Přírodovědecké fakulty Jihočeské univerzity, podle které je nosorožec tuponosý severní (česky zvaný jako nosorožec Cottonův) Ceratotherium cottoni samostatným druhem.

## Populace ve volné přírodě
V 1. polovině 20. století se vyskytoval v části severozápadní Ugandy, v jižním Čadu, jihozápadním Súdánu, na východě Středoafrické republiky a na severovýchodě Demokratické republiky Kongo. Jako poslední zbyla populace v severovýchodní části Demokratické republiky Kongo. Mezi léty 1970 a 1980 pytláci zredukovali její počet z 500 kusů na pouhých 15. Mezi léty 1990 a 2003 se podařilo skupině zotavit a rozrostla se na 32 jedinců. Počet 30 až 36 jedinců potvrdily průzkumy z roku 2000. Od poloviny roku 2003 začali pytláci opět intenzivně redukovat počet na pouhých 5 až 10 kusů (napočítáno bylo 7). Tito poslední volně žijící bílí nosorožci severní žili v národním parku Garamba. Zde na ně měla neblahý vliv přetrvávající občanská válka a plánované přemístění do Keni se neuskutečnilo. Podle WWF zde v srpnu 2005 zůstali poslední čtyři jedinci. Jednalo se o osamoceného samce a skupinku jednoho samce a dvou samic. Úsilí o nalezení dalších zvířat pokračovalo. V červnu 2008 bylo oznámeno, že poddruh může být považován za vyhynulý ve volné přírodě, protože ani jeden z posledních 4 žijících jedinců nebyl pozorován od roku 2006. Dle zprávy z ledna 2010 by pak ve volné přírodě mohlo žít ještě několik jedinců. Tři byli pozorováni dne 28. listopadu 2009 z vrtulníku s ruskou posádkou na území Súdánu. Od roku 2011 je poddruh označen jako kriticky ohrožený taxon. Od 19. března 2018 zbývají na světě jen dvě samice, a tak byl druh označen za vyhynulý.[zdroj⁠?!] V roce 2019 proběhl pokus o záchranu tohoto druhu v podobě oplodnění vajíček zmraženým spermatem dvou již mrtvých samců Suniho a Sauta.[zdroj?]

## Chov v zajetí
V zoologických zahradách žily na začátku roku 2015 pouze dvě samice – jedna v ZOO Dvůr Králové nad Labem v Česku a druhá v San Diego Wild Animal Park v USA. Další dva jedinci (dvě samice) žijí v Keni v rezervaci Ol Pejeta, kam byli vypuštěni ze ZOO ve Dvoře Králové. Došlo k tomu v rámci záchranného programu na konci roku 2009, kdy byly vypuštěny dva páry. Suni v roce 2014 uhynul v Keni v rezervaci Ol Pejeta. Dne 27. července 2015 uhynula samice Nabiré v ZOO Dvůr Králové nad Labem na následky prasklé cysty. Byla posledním nosorožcem tuponosým severním žijícím v Evropě. V neděli 22. listopadu 2015 v ZOO v San Diegu zahynula samice Nola, kvůli nemocím souvisejícím s jejím věkem. Byla posledním nosorožcem tuponosým severním žijícím v Severní Americe. Samec Sudán musel být dne 19. března 2018 utracen v Keni v rezervaci Ol Pejeta, byl posledním nosorožcem svého poddruhu narozeným ve volné přírodě a posledním samcem.

### Dvůr Králové nad Labem
V ZOO Dvůr Králové ve Dvoře Králové nad Labem v Česku byl poddruh chovaný 40 let od roku 1975 až do smrti samice jménem Nabiré v roce 2015. Postupně zde byli chovaní:
- Saút (*1972, Shambe, Súdán – 2006, Dvůr Králové nad Labem, Česko) – samec, od 19. září 1975 v ZOO Dvůr Králové, od 1989 v ZOO San Diego, od 1998 opět v ZOO Dvůr Králové
- Sudán (1973, Shambe, Súdán – 19. března 2018[13], Ol Pejeta, Keňa) – samec, od 19. září 1975 v ZOO Dvůr Králové, od roku 2009 Ol Pejeta, utracen
- Nesárí (*1972, Shambe, Súdán – 2. června 2011[14], Dvůr Králové nad Labem, Česko) – samice, od 19. září 1975 v ZOO Dvůr Králové
- Núrí (*1973, Shambe, Súdán – 4. ledna 1982, Dvůr Králové nad Labem, Česko) – samice
- Nola (*1974, Shambe, Súdán – 22. listopadu 2015, Escondido, USA) – samice, do 1989 v Zoo Dvůr Králové, od 1989 v ZOO San Diego
- Nádí (*1967, Shambe, Súdán – 30. května 2007[15], Escondido, Kalifornie, USA) – samice, do 1989 v ZOO Dvůr Králové, od 1989 v ZOO San Diego
- Nasima (*1965, Uganda – 26. června 1992, Dvůr Králové nad Labem, Česko) – samice, matka Nasi, Suniho, Nabiré a Nájin
- Nasi (*11. listopadu 1977, Dvůr Králové nad Labem, Česko – 2008, tamtéž) – samice, kříženec severní a jižní formy)
- Suni (*8. června 1980, Dvůr Králové nad Labem, Česko – 18. října 2014, Ol Pejeta, Keňa)
- Ben (*1950, Súdán – 25. června 1990, Dvůr Králové nad Labem, Česko) – samec, do 1986 v Zoo Londýn
- Nájin (*11. července 1989, Dvůr Králové nad Labem, Česko) – samice, od roku 2009 Ol Pejeta
- Fatu (*29. června 2000, Dvůr Králové nad Labem, Česko) – samice, od roku 2009 Ol Pejeta
- Nabiré (*15. listopadu 1983, Dvůr Králové nad Labem, Česko – 27. července 2015) – samice

Kompletní skelety samic Nesárí a Nasi jsou uloženy v Zoologickém muzeu Protivín. V expozici tohoto muzea je vystaven i dermoplastický preparát samice Nasi – poprsí.
V České republice působí občanské sdružení Výbor bílých nosorožců, které pořádá od roku 1999 charitativní ples ve Vrchlabí. Finanční výtěžek z této akce spolufinancuje chov nosorožce bílého v ZOO Dvůr Králové nad Labem.

### San Diego
V ZOO San Diego v Escondidu v Kalifornii v USA byl poddruh chován 26 let od roku 1989 do smrti samice Noly v roce 2015. Postupně zde byli chovaní :
- Saút (*1972, Shambe, Súdán – 2006, Dvůr Králové nad Labem, Česko) – samec, do 1989 v Zoo Dvůr Králové, v roce 1998 návrat do Zoo Dvůr Králové
- Nádí (*1967, Shambe, Súdán – 30. května 2007[15], Escondido, Kalifornie, USA) – samice, do 1989 v ZOO Dvůr Králové
- Angalifu[7] (*1970, Shambe, Súdán – 14. prosince 2014, Escondido, Kalifornie, USA) – samec, do 1990 v ZOO Chartúm
- Nola[7] (*1974, Shambe, Súdán – 22. listopadu 2015, Escondido, Kalifornie, USA) – samice, do 1989 v ZOO Dvůr Králové